# Krysstängstagsegel

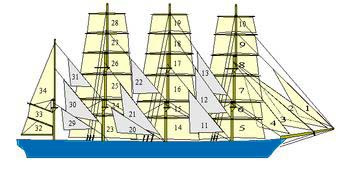
Krysstängstagseglet är nummer 20 på bilden, som visar ett barkskepp.

Krysstängstagsegel är på segelbåtar eller segelfartyg ett stagsegel placerat på staget för om kryssmasten.